# Santa Cruz de Tenerife-i karnevál

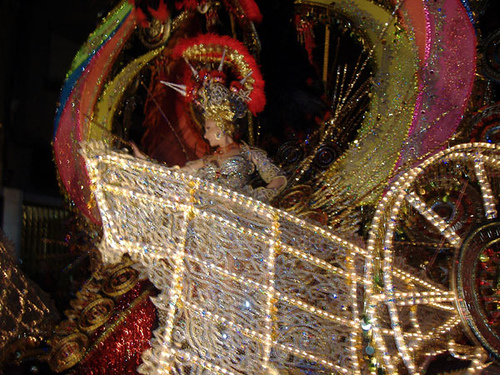
A 2006. évi Santa Cruz de Tenerife-i karnevál királynője

A Santa Cruz de Tenerife-i karnevált (Carnaval de Santa Cruz de Tenerife) minden év februárjában tartják
Santa Cruz de Tenerifén, a Kanári-szigetek legnagyobb szigetének fővárosában, és a világ minden részéből vonz látogatókat.
Ezt tekintik a világ második legnépszerűbb, nemzetközileg ismert karneváljának, a brazíliai Rio de Janeiroban tartott karnevál után. Santa Cruz de Tenerife többek között emiatt is  testvérvárosa Rio de Janeironak.
1980-ban Spanyolország Turisztikai Minisztériuma a karnevált Nemzetközi Turisztikai Rendezvénnyé nyilvánította. A karnevál a világörökség részévé kíván válni, mivel az UNESCO általi világörökséggé nyilvánítása nemzetközi promóciót jelenteni a karneválnak. 1987-ben Celia Cruz énekes meglátogatta a Carnival Chicharrerot a Billo's Caracas Boys együttessel, a koncerten 250 000 ember vett részt, és ezért a Guinness Rekordok Könyve a legnagyobb, szabadtéren tartott koncertként jegyezte fel. Ezt a számot csak Juan Luis Guerra dominikai énekes 2019-es látogatása tudta csak felülmúlni: a koncerten 400.000 ember vett részt. 
A rendezvények Santa Cruz de Tenerife utcáin a karnevál előtti pénteken kezdődnek egy nyitó felvonulással, amely több ezer jelmezes ember felvonulásával éjszaka éri el csúcspontját és kora reggelig tart. Az ünnepség éjszakánként folytatódik hamvazószerdáig. Santa Cruz de Tenerife lakói ezen a napon ünneplik az Entierro de la sardina-t (A szardínia temetését), és ezzel az eseménnyel a karnevál hivatalosan véget ér. Viszont az ünnepség a következő hétvégén újraindul, amelyet a piñata hétvégéjének neveznek.
A fesztivál két részből áll: a hivatalos karneválból és az utcákon zajló karneválból, amelyeken murgák, comparsák rondallák és más zenekarok játszanak. Az utcai karnevál kevésbé szervezett, és az utcán ünneplő emberekből áll. Több ezer ember megy mindennap az utcákra, és a legtöbben a karneváli hagyományoknak megfelelően jelmezt visel.

## Fordítás
- Ez a szócikk részben vagy egészben  a   Carnival of Santa Cruz de Tenerife című angol Wikipédia-szócikk fordításán alapul.  Az eredeti cikk szerkesztőit annak laptörténete sorolja fel. Ez a jelzés csupán a megfogalmazás eredetét és a szerzői jogokat jelzi, nem szolgál a cikkben szereplő információk forrásmegjelöléseként.